# چمشگزک (شهر)
چمشگزک (ارمنی: Չմշկածագ Čmškacag), ترکی عثمانی: چمشکزک، کردی: Melkişî)، شهر کوچکی است در استان تونج‌ایلی در ناحیه آناتولی شرقی کشور ترکیه جای گرفته است. جمعیت آن ۹۷۸۰ می‌باشد.